# 沙利尼
沙利尼（法語：Chaligny，法語發音：[ʃaliɲi]）是法国默尔特-摩泽尔省的一个市镇，位于该省南部，摩泽尔河右岸，属于南锡区。

## 地理
沙利尼（48°37'28"N, 6°4'59"E）面积13.32 平方千米，位于法国大東部大區默尔特-摩泽尔省，该省份为法国东北部内陆省份，是洛林的一部分，北邻比利时、卢森堡，北起顺时针与摩泽尔省、下莱茵省、孚日省和默兹省接壤。
与沙利尼接壤的市镇（或旧市镇、城区）包括：沙维尼、拉克苏、马龙、讷沃迈松、蓬圣樊尚、塞克塞欧福日、维莱莱南锡。

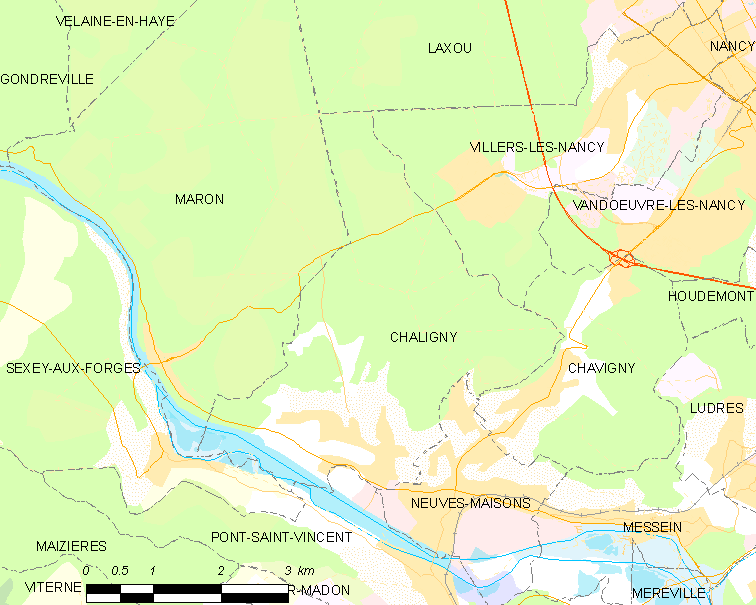
沙利尼的OSM定位图

沙利尼的时区为UTC+01:00、UTC+02:00（夏令时）。

## 行政
沙利尼的邮政编码为54230，INSEE市镇编码为54111。

## 政治
沙利尼所属的省级选区为讷沃迈松县。

## 人口

1962-2008年间沙利尼人口变化图示

沙利尼于2022年1月1日时的人口数量为2756人。